# Kanadische Badmintonmeisterschaft 1999
Die Kanadische Badmintonmeisterschaft 1999 fand vom 27. April bis zum 1. Mai 1999 in Québec statt.

## Sieger und Finalisten
| Disziplin    | Gold                              | Silber                          |
| ------------ | --------------------------------- | ------------------------------- |
| Herreneinzel | Andrew Dabeka                     | Jean Philippe Goyette           |
| Dameneinzel  | Milaine Cloutier                  | Charmaine Reid                  |
| Herrendoppel | Iain Sydie Brent Olynyk           | Phil Allard Morgan van Heukelom |
| Damendoppel  | Milaine Cloutier Robbyn Hermitage | Denyse Julien Charmaine Reid    |
| Mixed        | Iain Sydie Denyse Julien          | Brent Olynyk Robbyn Hermitage   |